# 椿理穂
椿 理穂 （つばき りほ、1998年8月13日 - ）は、日本のグラビアアイドル。アイドルユニット「美少女伝説」のメンバー。東京都出身。フォーシーズ・プロダクション所属。

## 経歴・人物
12歳から、アイドル活動を始める。
2018年8月12日から2019年1月6日まで、アイドルユニット「無敵のがーるふれんどα」のメンバーとして活動。
2018年8月31日、初のイメージDVD「美少女伝説」を発売。
2019年1月6日、アイドルユニット「美少女伝説」に加入。
2021年6月22日、アイドルユニット「あくまで天使」に夢幻 ねむい名義で加入が発表。
趣味は、格闘技観戦、温泉、チーズ料理巡り。特技は、歌、ダンス、バスケットボール。

## 作品

### DVD
- 美少女伝説（2018年8月31日、スパイスビジュアル）
- ミルキー・グラマー（2018年11月24日、竹書房）
- 美少女伝説 マシュマロリ（2019年2月22日、スパイスビジュアル）
- 妹遊び（2019年5月18日、双葉社）